# الخالدية (محافظة تربة)
الخالدية  قرية سعودية، تتبع محافظة تربة في منطقة مكة المكرمة.

## الوصف
تبعد القرية عن المركز 25 كم بإتجاه الجنوب الشرقي، نوع الطريق وعر. خدمات التعليم: مدرسة الخالدية الابتدائية ومدرسة الخالدية المتوسطة ومدرسة الخالدية الثانوية (بنين)، مدرسة الخالدية تعليم كبار، درسة الخالدية الابتدائية ومدرسة الخالدية المتوسطة (بنات). أقرب مدينة أو قرية بها صحة الحشرج. الخدمات العامة: كهرباء عامة وهاتف.